# Paluzzo Paluzzi Altieri Degli Albertoni
Paluzzo kardinal Paluzzi Altieri Degli Albertoni, italijanski rimskokatoliški duhovnik, škof in kardinal, * 8. junij 1623, Rim, † 29. junij 1698.

## Življenjepis
14. januarja 1664 je bil povzdignjen v kardinala in pectore.
15. februarja 1666 je bil ponovno povzdignjen v kardinala in imenovan za kardinal-duhovnika Ss. XII Apostoli. 29 marca istega leta je bil imenovan za škofa Montefiascona in 2. maja 1670 je prejel škofovsko posvečenje.
Med 19. majem 1670 in 19. februarjem 1674 je bil nadškof Ravenne.
1. decembra 1681 je bil imenovan še za kardinal-duhovnika S. Crisogono in 13. novembra 1684 še za baziliko svete Marije v Trasteveru.
Pozneje je bil še trikrat imenovan za kardinal-škofa:
- škofija Sabina (28. februar 1689),
- škofija Palestrina (8. avgust 1691) in
- škofija Porto e Santa Rufina (27. januar 1698).